# Давай убьём Гитлера
«Давайте убьём Гитлера» — восьмая серия шестого сезона британского научно-фантастического телесериалa «Доктор Кто». Предпремьерный показ серии состоялся 26 августа 2011 года на фестивале в Эдинбурге. На BBC One, Space и BBC America серия была показана на следующий день. Эта серия является второй частью двухсерийной истории, начиная вторую часть сезона, впервые разделённого на части.

## Сюжет
Эми и Рори точно знают, что они нужны их дочери, но не могут её найти без помощи Доктора. Как им стало известно в предыдущей серии, их дочь — Мелоди Понд — в будущем станет Ривер Сонг, загадочным археологом и осуждённым убийцей — женщиной, которая «убила лучшего человека, которого только знала».
В начале серии впервые появились представители странной организации «патрульных времени», цель которой — наказывать преступников перед самой их смертью, при этом организация обладает полным архивом их жизни и, в числе прочих, технологиями перемещений во времени и изменения размеров. Поторопившись, они случайно попали в 1938 год. И их аппарат «Теселекта», с уменьшенным экипажем на борту, принял внешность приближённого к Гитлеру, который был уменьшен и убит охранными роботами.
В 2011 в Лидворте, Эми и Рори выводят автомобилем на поле слово «ДОКТОР» в надежде привлечь его внимание. На это же поле на угнанном автомобиле к уже появившейся ТАРДИС приезжает подруга детства Эми и Рори — Мэлс. Она мгновенно узнаёт ТАРДИС и Доктора, которые известны ей с детства из рассказов Эми. При приближении полиции она достаёт пистолет и, угрожая Доктору, говорит: «Давай убьём Гитлера!» Выстрелив внутри ТАРДИС, она повреждает консоль управления. В результате ТАРДИС терпит крушение прямо в кабинете Гитлера, спасая его от преждевременного «наказания».
Испуганный Гитлер стреляет в своего «подчинённого», но попадает и в Мэлс; Рори запирает Гитлера в шкаф. Раненая Мэлс говорит Доктору, что хотела бы выйти за него замуж. Доктор подыгрывает ей, говоря, что надо бы спросить у родителей, но они далеко. Мэлс говорит, что они ближе, чем ему кажется, ведь это — Эми и Рори. Она регенерирует и принимает облик Ривер Сонг.
Мелоди, с детства «запрограммированная» на убийство Доктора, пытается убить его разными видами оружия и в итоге отравляет поцелуем с помощью «яда дерева Иуды», подмешанного в губную помаду. Считается, что от этого яда нет противоядия. Пока Доктор пытается спасти свою жизнь с помощью ТАРДИС, Эми и Рори гоняются за Мелоди по Берлину, но попадают на борт «Теселекты», которая, приняв облик Эми, пытается «наказать» Мелоди Понд за убийство Доктора. «Теселекте» мешает всё ещё живой Доктор. Узнав, что «Теселекта» располагает сведениями о жизни Доктора, он узнаёт, что Тишина (которая воспитала Мелоди как убийцу Доктора) — это религиозный орден, чья вера состоит в том, что тишина грядёт, когда будет задан вопрос. Но сам вопрос «Теселекте» неизвестен.
У Доктора отказывают почки, а «Теселекта» продолжает экзекуцию Мелоди. В беспомощном состоянии Доктор молит Эми остановить это. В ответ на это она ломает все браслеты обитателей «Теселекты», которые защищали их от охранных роботов, тем самым вызвав экстренную эвакуацию экипажа и подвергнув себя и Рори опасности быть уничтоженными роботами. Видя, что Доктор даже в предсмертном состоянии пытается помочь друзьям, Мелоди материализует ТАРДИС вокруг Эми и Рори, тем самым спасая их. Она говорит, что ТАРДИС сама показала ей, как управлять ею.
Обессиленный Доктор просит Мелоди найти Ривер Сонг и передать ей сообщение, которое он нашептывает на ухо Мелоди, после чего теряет сознание. На вопрос Мелоди о том, кто такая Ривер Сонг, Эми заставляет «Теселекту» принять её облик. Мелоди, понимая, что она и есть Ривер Сонг, возвращает Доктора к жизни, используя энергию всех своих будущих регенераций. Уходя, Доктор оставляет Мелоди записную книжку с обложкой синего, как ТАРДИС, цвета. На экране в ТАРДИС он видит время и место своей смерти: 17:02, 22 апреля 2011, озеро Силенсио, штат Юта.
В 5123 Мелоди поступает в Лунный университет на факультет археологии, в надежде найти «очень хорошего человека», тем самым окончательно становясь Ривер Сонг.

### Рецензии
- Fuller, Gavin. Doctor Who: Let's Kill Hitler — a wasted opportunity? (англ.). The Daily Telegraph (27 августа 2011). Дата обращения: 28 августа 2011. Архивировано 12 января 2013 года.
- Shelley, Jim. Doctor Who's plots are getting lost in space... (англ.). The Daily Mirror (29 августа 2011). Дата обращения: 30 августа 2011. Архивировано 12 января 2013 года.
- Martin, Dan. Doctor Who: Let's Kill Hitler — series 32, episode 8 (англ.). The Guardian (27 августа 2011). Дата обращения: 28 августа 2011. Архивировано 12 января 2013 года.
- Martin, Dan. Doctor Who: which is the best episode of this series? (англ.). The Guardian (30 сентября 2011). Дата обращения: 20 ноября 2011. Архивировано 12 января 2013 года.
- Hogan, Michael. Doctor Who, Let's Kill Hitler, BBC One, review (англ.). The Daily Telegraph (27 августа 2011). Дата обращения: 27 декабря 2012. Архивировано 12 января 2013 года.
- Debnath, Neela. Review of Doctor Who 'Let's Kill Hitler' (англ.). The Independent (27 августа 2011). Дата обращения: 28 августа 2011. Архивировано 12 января 2013 года.
- Mulkern, Patrick. Doctor Who: Let's Kill Hitler (англ.). Radio Times (27 августа 2011). Дата обращения: 27 декабря 2012. Архивировано 12 января 2013 года.